# Birgit Skrotzki
Birgit Skrotzki (geboren 1963 in Bochum) ist Leiterin der Abteilung Experimentelle und modellbasierte Werkstoffmechanik an der Bundesanstalt für Materialforschung und -prüfung und außerordentliche Professorin an der Technischen Universität Berlin.

## Leben
Skrotzki erhielt 1987 ihr Diplom in Maschinenbau (Fachrichtung Werkstoffkunde) an der Ruhr-Universität Bochum. 1993 bis 1995 war sie wissenschaftliche Mitarbeiterin am Lehrstuhl für Werkstoffkunde und Ingenieurwesen an der University of Virginia. 1992 promovierte sie über Temperaturen und Verlauf der martensitischen Umwandlung in Eisenlegierungen. 1995 bis 2003 leitete sie die Gruppe Leichtmetalle am Institut für Werkstoffe der Ruhr-Universität Bochum und war dort von 1998 bis 2003 auch Chefingenieurin. 2000 habilitierte sie sich über die mechanische Belastung von Leichtmetallen bei erhöhter Temperatur. 2003 leitete sie die Abteilung „Experimentelle und modellbasierte Werkstoffmechanik“ an der Bundesanstalt für Materialforschung und -prüfung. 2011 wurde sie außerdem außerordentliche Professorin an der Technischen Universität Berlin.

## Forschung
Skrotzki ist auf Hochtemperaturwerkstoffe spezialisiert. Ihre Forschung konzentriert sich auf folgende Themen:
- Mechanisches Verhalten von Metallen und Verbundwerkstoffen bei hohen Temperaturen und unter komplexer Belastung
- Zusammenhang zwischen Mikrostruktur und mechanischen Eigenschaften
- Mikrostrukturelle Stabilität

## Ausgewählte Publikationen
- Erhard Hornbogen, Birgit Skrotzki: Mikro- und Nanoskopie der Werkstoffe. Springer Verlag, Berlin/Heidelberg 2009, ISBN 978-3-540-89946-4.
- Erhard Hornbogen, Hans Warlimont, Birgit Skrotzki: Metalle: Struktur und Eigenschaften der Metalle und Legierungen. 7. Auflage. Springer Vieweg, Wiesbaden 2019, ISBN 978-3-662-57762-2.
- Horst Czichos, Birgit Skrotzki, Franz-Georg Simon: Das Ingenieurwissen: Werkstoffe. Springer Verlag, Heidelberg 2014, ISBN 978-3-642-41125-0.

## Auszeichnungen
- Bühler Award für die beste Fachpublikation in der „Praktischen Metallographie“ 1997[2][4]
- Tammann-Gedenkmedaille der Deutschen Gesellschaft für Materialkunde 2016[5][6]